# Turó de l'Artiga
El Turó de l'Artiga és una muntanya de 431 metres que es troba al municipi de Sant Martí Sarroca, a la comarca de l'Alt Penedès.